# Волошин Михайло Григорович
Михайло Григорович Волошин (нар. 31 травня 1959) — український комік, актор, учасник учасник комік-трупи «Маски-шоу».

## Життєпис
Займатися пантомімою почав у віці 22 років в студії Вадима Поплавського. Побачивши «Лицедіїв», захопився образами Асисяя (Полуніна). З самого початку любив експеримент та імпровізацію, парадокси і з'єднання пантоміми зі словом.
В «Масках» з 1985 р. Борець за правду, за що йому неодноразово діставалося. У серіалі «Маски-шоу» зіграв безліч ролей, маленьких і головних, від узбека, японця, індіанця, риса, до капітана, депутата, провідника, директора парку, фашиста, партизана, шахтаря і бабусі. І безліч інших. Коротше, майстер на всі пики. При необхідності стає Гітлером, Фараоном, Муссоліні і …собачкою. Буває веселим і смішним, сумним і замисленим, серйозним і… дурним.
Пише короткі сценарії та оповідання. Віршики і пісеньки. Любить складати слогани типу «Готовий до праці і Оболоні!», «Менше зморшок — більше чоловіків» і різні назви. А ще колекціонує старі і не дуже фільми і музику різних стилів (джаз, диско, арт-рок, тріп-хоп, ейсід джаз). Володіючи глибоко нестандартним мисленням, він фанатично любить мультики, дружину і дітей.

## Фільмографія
- 1991 — Сім днів з російською красунею — Мікіо
- 1992-2006 — «Маски-шоу» (ТВ)
- 2001 — Другорядні люди — Картяр № 4
- 2001 — Дружна сімейка — Японський бізнесмен (10 серія)
- 2004 — Настроювач
- 2006 — Два в одному
- 2009 — Як козаки... — Розбійник
- 2010 — Люблю 9 березня! — Чоловік Іри
- 2013 — Я - Ангіна!